# Radoslav Velikov
Radoslav Marinov Velikov (in bulgaro Радослав Маринов Великов?; Kutsina, 2 settembre 1983) è un lottatore bulgaro, specializzato nella lotta libera.

## Palmarès
- Giochi olimpici

Pechino 2008: bronzo nei 55 kg.;
- Mondiali

Budapest 2005: argento nei 55 kg.;
Canton 2006: oro nei 55 kg.;
Istanbul 2011: argento nei 55 kg.;
- Europei

Varna 2005: argento nei 55 kg.;
Sofia 2007: bronzo nei 55 kg.;
Vilnius 2009: bronzo nei 55 kg.;
Baku 2010: argento nei 55 kg.;